# Grande Prêmio dos Países Baixos de 1970
Resultados do Grande Prêmio dos Países Baixos de Fórmula 1 realizado em Zandvoort em 21 de junho de 1970. Quinta etapa do campeonato, teve cmo vencedor o austríaco Jochen Rindt, da Lotus-Ford, com Jackie Stewart em segundo pela March-Ford e Jacky Ickx em terceiro pela Ferrari.

## Resumo

### McLaren se reorganiza
Alquebrada pela morte de Bruce McLaren num teste para a Can-Am no circuito britânico de Goodwood, e desfalcada de Denny Hulme após um acidente nos treinos para as 500 Milhas de Indianápolis, a McLaren ausentou-se da etapa belga e retornou à Fórmula 1 no Grande Prêmio dos Países Baixos representada pelo consagrado Dan Gurney, o estreante Peter Gethin e por Andrea de Adamich, os dois primeiros utilizando os motores Cosworth DFV encomendados pela Ford e o último equipado com propulsores da Alfa Romeo.
Outra equipe com três carros no grid neerlandês, a BRM contratou George Eaton para correr ao lado de Jackie Oliver e Pedro Rodríguez. Por falar em carros, Colin Chapman trouxe o Lotus 72 de volta às pistas sob os cuidados de Jochen Rindt e John Miles após estreá-lo no Grande Prêmio da Espanha, embora não o tenha utilizado nas duas provas seguintes.

### Estreia de Clay Regazzoni
Piloto único da Ferrari nas primeiras corridas do ano, Jacky Ickx teve a companhia de Ignazio Giunti no Grande Prêmio da Bélgica, mas em Zandvoort a equipe italiana promoveu a estreia de Clay Regazzoni, o qual deve alternar-se com Giunti como piloto da Casa de Maranello durante o restante do campeonato.

### Estreia de François Cevert
Sem poder contar com Johnny Servoz-Gavin, a direção da Tyrrell Racing Organisation contratou o também francês François Cevert para substituí-lo ao volante do March 701 como companheiro de Jackie Stewart. A escolha de Cevert foi chancelada pelo próprio Stewart, que conhecia o seu novo parceiro de equipe desde uma corrida de Fórmula 2 no circuito de Crystal Palace em 1969. Ladino, Ken Tyrrell firmou um contrato de patrocínio e fornecimento de combustíveis com a Elf Aquitaine aproveitando a nacionalidade de seu novo piloto.

### Piers Courage (1942-1970)
Jochen Rindt colocou o Lotus 72 na pole position à frente da March de Jackie Stewart e da Ferrari de Jacky Ickx compondo assim a primeira fila enquanto a March de Chris Amon e a BRM de Jackie Oliver vinham a seguir. Clay Regazzoni, Pedro Rodriguez e John Miles dividiram a terceira fila e na quarta estavam Piers Courage na De Tomaso pertencente à equipe Frank Williams Racing Cars e Jean-Pierre Beltoise, da Matra.
Parado no grid no momento da largada, Chris Amon viu Jacky Ickx liderar por duas voltas nas quais foi seguido por Rindt, Oliver e Stewart, mas logo o austríaco da Lotus tomou a liderança de Ickx enquanto Stewart superou Oliver entre a terceira e a quarta passagem, fila mantida até a vigésima volta quando nela já estavam agregados Rodriguez e Regazzoni. A prova neerlandesa ganhou ares de tragédia quando Piers Courage quebrou a suspensão ao subir numa zebra na curva Tunnel Oost e perdeu o controle antes de capotar e explodir, sendo que o piloto (usuário de um capacete aberto) também foi atingido na cabeça por um pneu desprendido de sua De Tomaso. O fogaréu era tão intenso que calcinou as árvores próximas ao local do acidente e somente após vinte minutos as chamas foram extintas revelando o corpo inerte do piloto, antes de ser recolhido por uma ambulância. Dezenove dias após Bruce McLaren, a morte fez mais uma vítima na Fórmula 1.
Mesmo diante da tragédia consumada, a prova não foi interrompida e assim Jochen Rindt manteve a liderança com Jackie Stewart em segundo lugar enquanto Jacky Ickx mediu forças com seu novo companheiro de equipe para consolidar o terceiro lugar deixando Clay Regazzoni na quarta posição e Jean-Pierre Beltoise em quinto com sua Matra. Sem nenhuma surpresa, Rindt cruzou a linha de chegada meio minuto adiante de Stewart com os demais competidores confirmando as posições descritas, sendo que John Surtees garantiu o sexto posto ao superar John Miles há cinco voltas do fim com uma McLaren pertencente ao seu time, a Surtees Racing Organization.
Embora tivesse conquistado a primeira vitória do Lotus 72, Jochen Rindt estava pesaroso e triste pela morte do amigo, reafirmando à sua esposa, Nina, a decisão de aposentar-se ao final da temporada enquanto ambos consolavam Sarah Marguerite (Sally) Curzon, a viúva de Courage, bem como os dois filhos do falecido esportista.

### Final da Copa do Mundo
O início do Grande Prêmio dos Países Baixos foi antecipado para evitar um choque de horários com a final da Copa do Mundo FIFA de 1970 onde o Brasil comandado por Pelé goleou a Itália por 4 a 1 e sagrou-se tricampeão mundial quando Carlos Alberto Torres ergeu a Taça Jules Rimet em sinal de triunfo.

## Classificação da prova

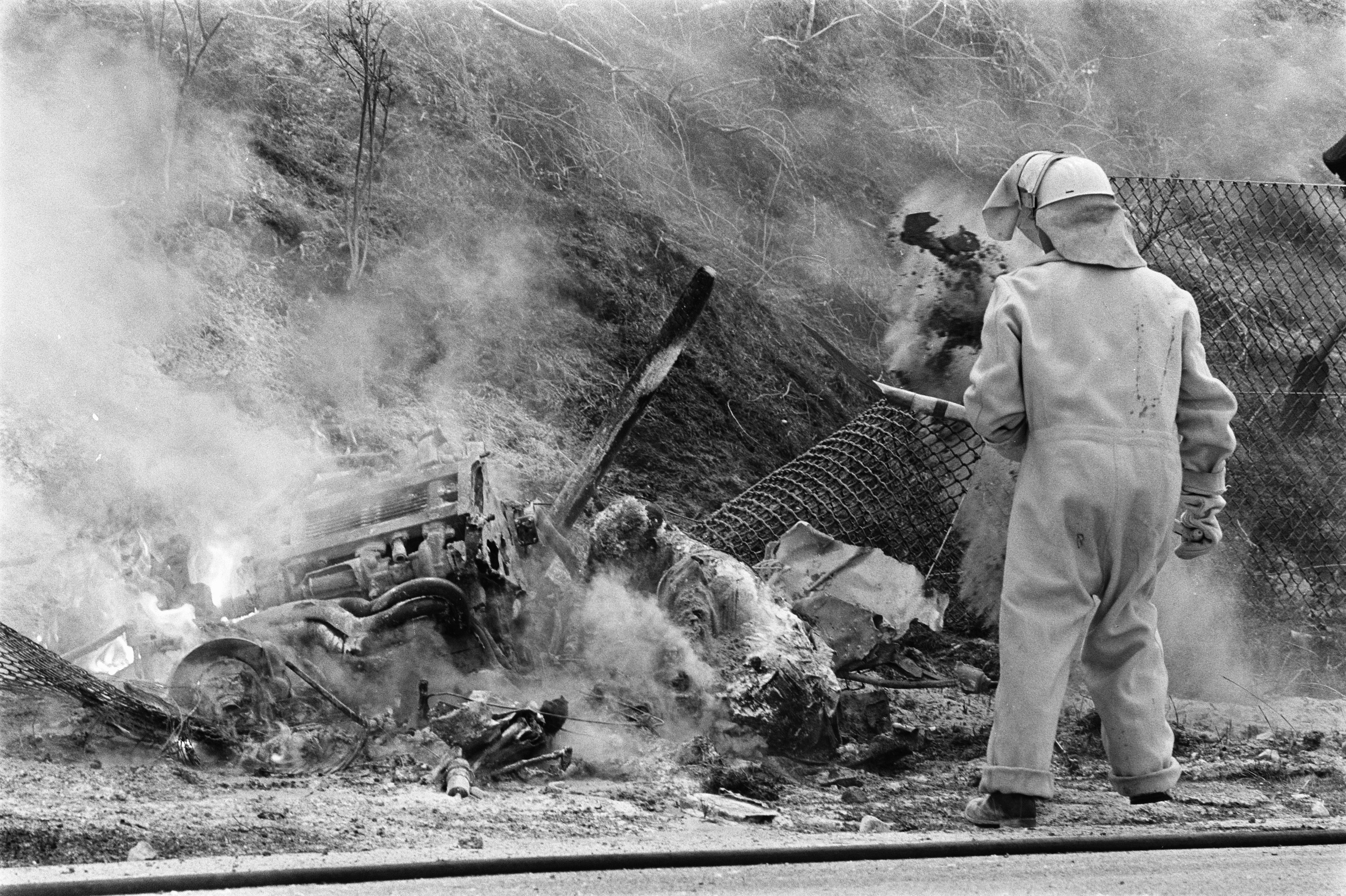
Acidente fatal de Piers Courage.

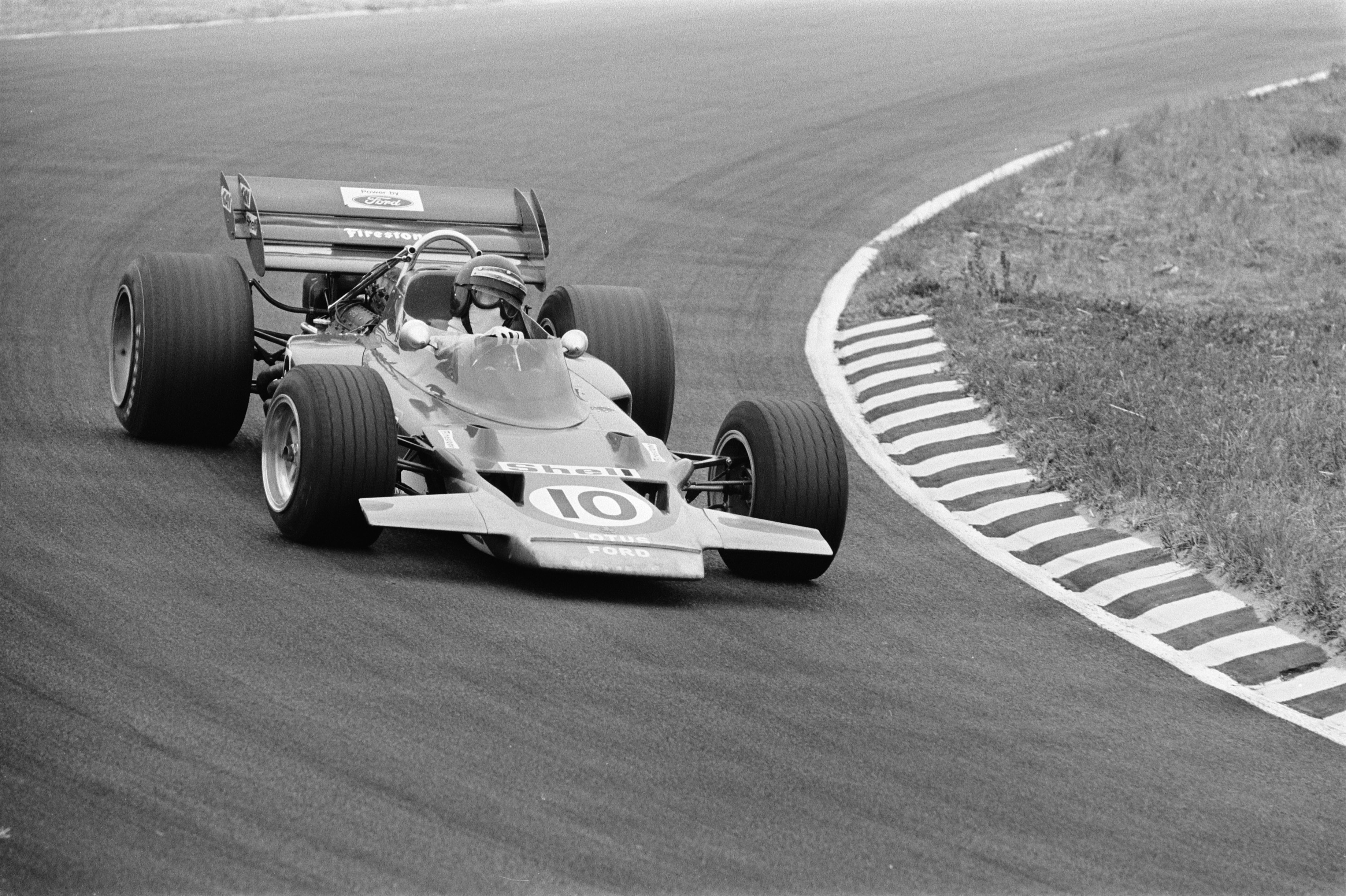
Jochen Rindt conquistou a primeira vitória do revolucionário Lotus 72.

| Pos.   | Nº | Piloto               | Construtor         | Voltas | Tempo/Diferença   | Grid | Pontos |
| ------ | -- | -------------------- | ------------------ | ------ | ----------------- | ---- | ------ |
| 1      | 10 | Jochen Rindt         | Lotus-Ford         | 80     | 1:50:43.41        | 1    | 9      |
| 2      | 5  | Jackie Stewart       | March-Ford         | 80     | + 30.00           | 2    | 6      |
| 3      | 25 | Jacky Ickx           | Ferrari            | 79     | + 1 volta         | 3    | 4      |
| 4      | 26 | Clay Regazzoni       | Ferrari            | 79     | + 1 volta         | 6    | 3      |
| 5      | 23 | Jean-Pierre Beltoise | Matra              | 79     | + 1 volta         | 10   | 2      |
| 6      | 16 | John Surtees         | McLaren-Ford       | 79     | + 1 volta         | 14   | 1      |
| 7      | 12 | John Miles           | Lotus-Ford         | 78     | + 2 voltas        | 8    |        |
| 8      | 24 | Henri Pescarolo      | Matra              | 78     | + 2 voltas        | 13   |        |
| 9      | 22 | Ronnie Peterson      | March-Ford         | 78     | + 2 voltas        | 16   |        |
| 10     | 1  | Pedro Rodríguez      | BRM                | 77     | + 3 voltas        | 7    |        |
| 11     | 18 | Jack Brabham         | Brabham-Ford       | 76     | + 4 voltas        | 12   |        |
| NC     | 15 | Graham Hill          | Lotus-Ford         | 71     | Não classificado  | 20   |        |
| Ret    | 6  | François Cevert      | March-Ford         | 31     | Motor             | 15   |        |
| Ret    | 3  | George Eaton         | BRM                | 26     | Vazamento de óleo | 18   |        |
| Ret    | 2  | Jackie Oliver        | BRM                | 23     | Motor             | 5    |        |
| FAT    | 4  | Piers Courage        | De Tomaso-Ford     | 22     | Acidente fatal    | 9    |        |
| Ret    | 9  | Jo Siffert           | March-Ford         | 22     | Motor             | 17   |        |
| Ret    | 20 | Peter Gethin         | McLaren-Ford       | 18     | Acidente          | 11   |        |
| Ret    | 32 | Dan Gurney           | McLaren-Ford       | 2      | Motor             | 19   |        |
| Ret    | 8  | Chris Amon           | March-Ford         | 1      | Embreagem         | 4    |        |
| DNQ    | 21 | Andrea de Adamich    | McLaren-Alfa Romeo |        |                   |      |        |
| DNQ    | 19 | Rolf Stommelen       | Brabham-Ford       |        |                   |      |        |
| DNQ    | 31 | Pete Lovely          | Lotus-Ford         |        |                   |      |        |
| DNQ    | 29 | Silvio Moser         | Bellasi-Ford       |        |                   |      |        |
| Fonte: |    |                      |                    |        |                   |      |        |

## Tabela do campeonato após a corrida
|        | Pos. | Piloto          | Pontos |
| ------ | ---- | --------------- | ------ |
| 1      | 1    | Jackie Stewart  | 19     |
| 2      | 2    | Jochen Rindt    | 18     |
| 2      | 3    | Jack Brabham    | 15     |
| 1      | 4    | Pedro Rodríguez | 10     |
|        | 5    | Denny Hulme     | 9      |
| Fonte: |      |                 |        |

|        | Pos. | Construtor   | Pontos |
| ------ | ---- | ------------ | ------ |
|        | 1    | March-Ford   | 25     |
| 2      | 2    | Lotus-Ford   | 23     |
| 1      | 3    | Brabham-Ford | 17     |
| 1      | 4    | McLaren-Ford | 16     |
|        | 5    | Matra        | 13     |
| Fonte: |      |              |        |

- Nota: Somente as primeiras cinco posições estão listadas. Em 1970 os pilotos computariam seis resultados nas sete primeiras corridas do ano e cinco nas últimas seis. Neste ponto esclarecemos: na tabela dos construtores figurava somente o melhor colocado dentre os carros de um time.